# Suuremõisa jõgi
Suuremõisa jõgi är ett 15,5 km långt vattendrag på Dagö i västra Estland. Det ligger i Pühalepa kommun i Hiiumaa (Dagö), 120 km sydväst om huvudstaden Tallinn. Den mynnar i viken Soonlepa laht på Dagös sydöstra sida och rinner igenom Storhovet (estniska: Suuremõisa) som gett sitt namn åt ån.